# ورزشگاه سیلکبورگ
ورزشگاه سیلکبورگ (دانمارکی: Silkeborg Stadion) با نام سابق ماسکوت پارک، ورزشگاهی در شهر سیلکبورگ در کشور دانمارک بود.
بازی‌های خانگی باشگاه فوتبال سیلکبورگ در این ورزشگاه برگزار می‌شد (تا زمان انتقال به ورزشگاه جدید در سال ۲۰۱۷).